# حمیرا ایوبی
حمیرا ایوبی (زاده ۱۳۴۹ مرکز ولایت فراه) سیاستمدار افغانستان و نماینده مردم ولایت فراه در دوره شانزدهم مجلس نمایندگان است. وی در مجلس شانزدهم نمایندگان افغانستان عضو کمیسیون امور دینی، فرهنگی، معارف و تحصیلات عالی می‌باشد.

## زندگی‌نامه
حمیرا ایوبی زاده ۱۳۴۹ از مرکز ولایت فراه می‌باشد. ایشان تحصیلات عالی خود را در مقطع لیسانس در رشته ریاضیات در دانشگاه کابل به پایان رسانید و مشغول فعالیت در بخش معارف گردید.

## دیگر فعالیت‌ها
دیگر فعالیت‌های ایشان:
- تدریس در لیسه مریم در کابل (۱۳۷۱-۱۳۸۱).
- تدریس و مدیر در لیسه میرمن نازو در فراه (۱۳۸۱-۱۳۸۹).